# Schoenobryum henschenii
Schoenobryum henschenii là một loài Rêu trong họ Cryphaeaceae. Loài này được (Müll. Hal. ex Ångström) Manuel miêu tả khoa học đầu tiên năm 1977.